# Liste d'enfants dans l'histoire
Ceci est une liste non exhaustive d'enfants dans l'histoire. Adolescent désigne ici une personne de 13-19 ans, et enfants entre 4 et 12 ans. Les bébés ont moins de 4 ans. Les personnes qui entrent en considération pour cette liste le sont :
- parce qu'elles sont mortes avant l'âge en question ;
- parce qu'elles ont contribué à l'histoire avant l'âge en question.

## Liste de fœtus
- Le fœtus mort-né dont le père était le roi Charles IV était important avant sa naissance. Charles IV est décédé le 1er février 1328 ; il avait une fille, Marie, et une femme enceinte. Si le fœtus avait été masculin, il aurait déjà été roi in utero ; s'il avait été féminin, le trône aurait passé à Philippe VI. Le 1er avril 1328, Blanche est née, cessant dès lors d'avoir son importance dans l'histoire.

## Liste de bébés
- Charles A. Lindbergh III (1930-1932), enlevé et assassiné
- Claudia Augusta, morte à l'âge de quatre mois, fille de l'empereur Néron
- Les quintuplés Dionne, bébés de la crise de l'entre-deux-guerres
- Roi de France Jean Ier (1316), a vécu et régné cinq jours
- Julia Drusilla (née en 39), assassinée avec son père Caligula en 41
- Louise Brown (née le 25 juillet 1978) ; premier bébé éprouvette

## Liste d'enfants
- Baudouin V (1177-1186), roi de Jérusalem
- Le roi d'Angleterre Edward V (Prince de la Tour) (1470-1483)
- Elián González (né en 1993), enfant cubain, impliqué dans une querelle légale sur son droit de garde entre Cuba et les États-Unis
- Louis XVII (27 mars 1785 - 8 juin 1795), fils de Louis XVI, exécuté au cours de la Révolution française ; décédé en prison
- Iqbal Masih, né en 1983 et assassiné à l'âge de douze ans, s'est engagé malgré son jeune âge dans la lutte contre l'esclavage des enfants, pour laquelle il est devenu un symbole.

## Liste d'adolescents
- Toutânkhamon, pharaon d'Égypte du XIVe siècle av. J.-C., décédé vers l'âge de 18 ans
- Gordien III (20 janvier 225–11 février 244), empereur romain, assassiné par des soldats mutins
- Jeanne d'Arc (6 janvier 1412 – 30 mai 1431), héroïne de la guerre de Cent Ans, morte sur le bûcher
- Jeanne Grey (octobre 1537 – 12 février 1554), brièvement reine d'Angleterre en juillet 1553 à l'âge de 15 ans.
- Arthur Rimbaud (1854-1891), poète, auteur de poésies au cours de son adolescence, écrivit son plus important ouvrage Une saison en enfer à l'âge de 18 ans
- Anne Frank (12 juin 1929 - mars 1945), tuée au cours de la Shoah : son journal sur les années où elle a dû se cacher pour ne pas être capturée par les nazis ainsi que sa famille devint un best-seller